# 長野県外国人学校一覧
長野県外国人学校一覧（ながのけんがいこくじんがっこういちらん）は長野県におけるインターナショナルスクール（外国人学校）の一覧。

## 朝鮮学校

### 松本市
- 長野朝鮮初中級学校

## ブラジル学校

### 伊那市
- コレージオデザフィーオ